# Карпово (Югское сельское поселение)
Карпово — деревня в Череповецком районе Вологодской области.
Входит в состав Югского сельского поселения (с 1 января 2006 года по 8 апреля 2009 года входила в Сурковское сельское поселение), с точки зрения административно-территориального деления — в Батранский сельсовет.
Расстояние до районного центра Череповца по автодороге — 49 км, до центра муниципального образования Нового Домозерова по прямой — 16 км. Ближайшие населённые пункты — Шелково, Минино, Нагавицыно.
По переписи 2002 года население — 22 человека (9 мужчин, 13 женщин). Преобладающая национальность — русские (95 %).